# 朱尔斯·哈利卡
朱尔斯·彼得·哈利卡（英語：Jules Peter Harlicka，1946年10月14日—），美国NBA联盟前职业篮球运动员。他在1968年的NBA选秀中第1轮第13顺位被亚特兰大鹰选中。